# Aloïse (film)
Az Aloïse egy francia filmdráma, Liliane de Kermadec rendezésében, amelyet 1975-ben mutattak be, Isabelle Huppert-rel a főszerepben. A film készítői részt vettek az 1975-ös cannes-i filmfesztiválon.

## Szereplők
- Isabelle Huppert – Aloïse jeune / Aloïse gyerekként
- Delphine Seyrig – Aloïse adulte / Aloïse felnőttként
- Marc Eyraud – Le père d'Aloïse
- Michael Lonsdale – Le médecin directeur / A második orvos
- Valérie Schoeller – Élise jeune
- Monique Lejeune – Élise adulte / Élise felnőttként
- Julien Guiomar – Le directeur de théâtre
- Roger Blin – Le professeur de chant / Az éneklő tanító
- Jacques Debary – L'ancien directeur
- Roland Dubillard – Le professeur
- Jacques Weber – L'ingénieur
- Nita Klein – L'infirmière en chef
- Hans Verner – Le chapelain
- Alice Reichen – La microphonée
- François Chatelet – Le pasteur
- Fernand Guiot – Le pasteur de l'asile

## Fordítás
- Ez a szócikk részben vagy egészben  az   Aloïse című angol Wikipédia-szócikk ezen változatának fordításán alapul.  Az eredeti cikk szerkesztőit annak laptörténete sorolja fel. Ez a jelzés csupán a megfogalmazás eredetét és a szerzői jogokat jelzi, nem szolgál a cikkben szereplő információk forrásmegjelöléseként.